# Florencia López
María Florencia López (La Rioja, Argentina; 26 de febrero de 1980) es una abogada y política argentina. Es Senadora de la Nación Argentina por La Rioja desde 2023, en representación del Partido Justicialista. Antes ocupó el puesto de Intendente de Arauco y Vicegobernadora de la Provincia de La Rioja, además fue miembro de la Legislatura de la Provincia de La Rioja.

## Biografía
López se graduó de abogada en la Universidad Nacional de Tucumán a los 22 años. Regresó a Aimogasta en 2005 para comenzar su carrera política.
Miembro del Partido Justicialista, en 2011 fue electa miembro de la Legislatura de la Provincia de La Rioja por el Departamento Arauco, cargo que ejerció hasta 2015.
En 2015, fue elegida Intendente de Arauco, siendo la primera mujer en ejercer el cargo.
Antes del término de su cargo como intendenta, en 2019 fue elegida junto a Ricardo Quintela por el Frente de Todos para Gobernador de la provincia de La Rioja, con López como Vicegobernadora.
En 2023, fue electa Senadora de la Nación Argentina por La Rioja.